# Wienerwald (Restaurant)
Wienerwald ist eine Schnellrestaurantkette, die als Franchise- und Systemgastronomie-Unternehmen hauptsächlich Hähnchenprodukte als Fast Food anbietet. Sie ist benannt nach dem Wienerwald.

## Geschichte

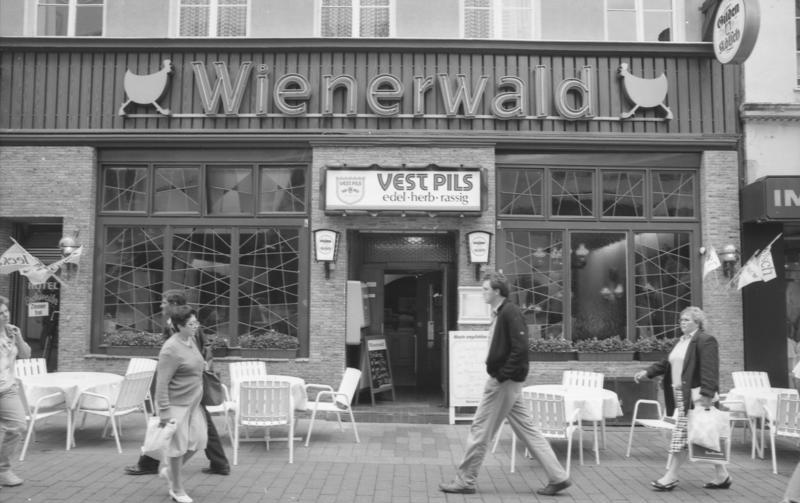
Wienerwald-Restaurant in der Bonngasse 7 in Bonn, 1988

### Gründung und rascher Aufstieg
Die Unternehmensgeschichte begann 1955, als Friedrich Jahn das erste Restaurant in der Amalienstraße Nr. 23 in München eröffnete, das anfangs noch als „Linzer Stube“, dann als „Weinstube zum Wienerwald“ firmierte. Es folgten bald weitere Filialen in Süddeutschland. Berühmt wurde die Kette mit dem Werbeslogan „Heute bleibt die Küche kalt, wir gehen in den Wienerwald“. Alle Filialen hatten ein rustikales Interieur und servierten vornehmlich süddeutsche Küche.
Das Unternehmen wuchs rasch zur erfolgreichsten europäischen Restaurantkette mit rund 700 Restaurants allein in Deutschland und Österreich im Jahr 1978 und weltweit 1.600 Lokalen mit fast 30.000 Mitarbeitern. In Spitzenzeiten hat Jahn nach eigenen Angaben 700.000 Hähnchen am Tag verkauft. Filialen und Franchisebetriebe befanden sich schwerpunktmäßig in Europa, aber auch Übersee, darunter in den USA, Japan und Südafrika. Neben den Restaurants wurden auch Hotels gebaut („Tourotels“ und „Wienerwaldhotels“), eigene Mastbetriebe eröffnet, der Gastronomiegerätehersteller WIWA und das Reiseunternehmen Jahn Reisen gegründet. 1980 erhielt das Unternehmen die österreichische Staatliche Auszeichnung und durfte damit das Bundeswappen im Geschäftsverkehr führen.

### Erste Insolvenz
Die rasche Expansion war in großen Teilen durch Kredite finanziert. Zudem verkalkulierte Jahn sich mit dem Einstieg bei den US-Restaurantketten Lum’s und IHOP 1978, die sanierungsbedürftig waren und hohe Investitionen erforderten. Auch der Reiseanbieter Jahn Reisen brachte nicht den erhofften Profit, sondern erforderte nur hohe Investitionen und wurde 1982 an die LTU verkauft.
1982 veröffentlichte die Süddeutsche Zeitung einen Artikel, in dem die Kreditwürdigkeit des Unternehmens angezweifelt wurde. Die Banken reagierten umgehend, indem sie die sofortige Rückzahlung der Kredite einforderten. Am 27. August 1982 mussten die Wienerwald-Holding AG und der Inhaber Friedrich Jahn in der Schweiz Insolvenz anmelden. Am 30. August 1982 folgten auch die Wienerwald GmbH Deutschland und weitere Beteiligungsgesellschaften; sie mussten verkauft werden, ebenso wie die mittlerweile 880 Restaurants in den Vereinigten Staaten. Im September 1982 gab der im Vergleich befindliche Konzern eine Bilanzsumme von 479,6 Millionen Schweizer Franken bekannt.

### Wienerwald-Affäre
Ende Juni 1986 erwarb Renate Thyssen den damals angeschlagenen Gastronomiekonzern „Wienerwald“ von der Bayerischen Landesbank, der Dresdner Bank und zwei Schweizer Banken für 12 Millionen Franken statt der ursprünglich veranschlagten 40 Millionen DM. Thyssen fungierte hierbei als Strohfrau für Jahn, da eine Option die spätere Übernahme durch Jahn vorsah. Zur politischen Affäre kam es, da der Finanzberater von Thyssen, Dieter Krautzig, in der Verwertungsgesellschaft sowohl die Interessen der Bayerischen Landesbank als auch Thyssens vertrat und weil der Landesbankpräsident Ludwig Huber zu dieser Zeit ein Verhältnis mit Renate Thyssen hatte. Jahn übergab ihr unentgeltlich seine Anteile und wurde dafür bei Wienerwald angestellt. Einige Wochen später kaufte Jahn die deutschen Wienerwald-Lokale für 2,5 Millionen DM. Nach dem Verkauf anderer defizitärer Tochterunternehmen in Frankreich, Schweden und Ägypten konzentrierte Thyssen sich auf das Kerngeschäft in Österreich mit den dortigen 54 Restaurants, 10 Autobahnraststätten, fünf Hotels und 1.500 Mitarbeitern. Das kollidierte mit einer Option für Jahn, nämlich bis zum 31. August 1987 die gewinnbringenden österreichischen Wienerwald-Lokale für 25 Millionen DM zuzüglich Steuern zu erwerben. Ende Januar 1987 wollte Jahn diese Option ausüben. Es begann ein juristischer Streit, der sich bis zu öffentlichen Beschimpfungen steigerte. Jahn konnte schließlich das nötige Geld für die Option Ende August nicht erbringen. Öffentlich wurde die Affäre, als ruchbar wurde, dass Bankpräsident Huber im Juni für „Wienerwald Österreich“ in den Aufsichtsrat ging. Die Bayerische Landesbank war darüber nicht informiert worden, und so musste Huber als Präsident der Bayerischen Landesbank Anfang 1988 zurücktreten.
Unter der Führung Thyssens stieg der „Wienerwald“ zum größten Gastronomieunternehmen in Österreich auf. 1988 kürte das österreichische Wirtschaftsmagazin Erfolg sie zur Managerin des Jahres. Ende der 1980er Jahre veräußerte sie das Unternehmen an die Stadt Wien. Jahn musste 1988 die 230 Wienerwald-Gaststätten an den britischen Spirituosenhersteller Grand Metropolitan verkaufen.
In den 1990er Jahren existierten somit Wienerwald Österreich und Wienerwald Deutschland.

### Wienerwald in Deutschland

#### Zweite Insolvenz und Neubeginn

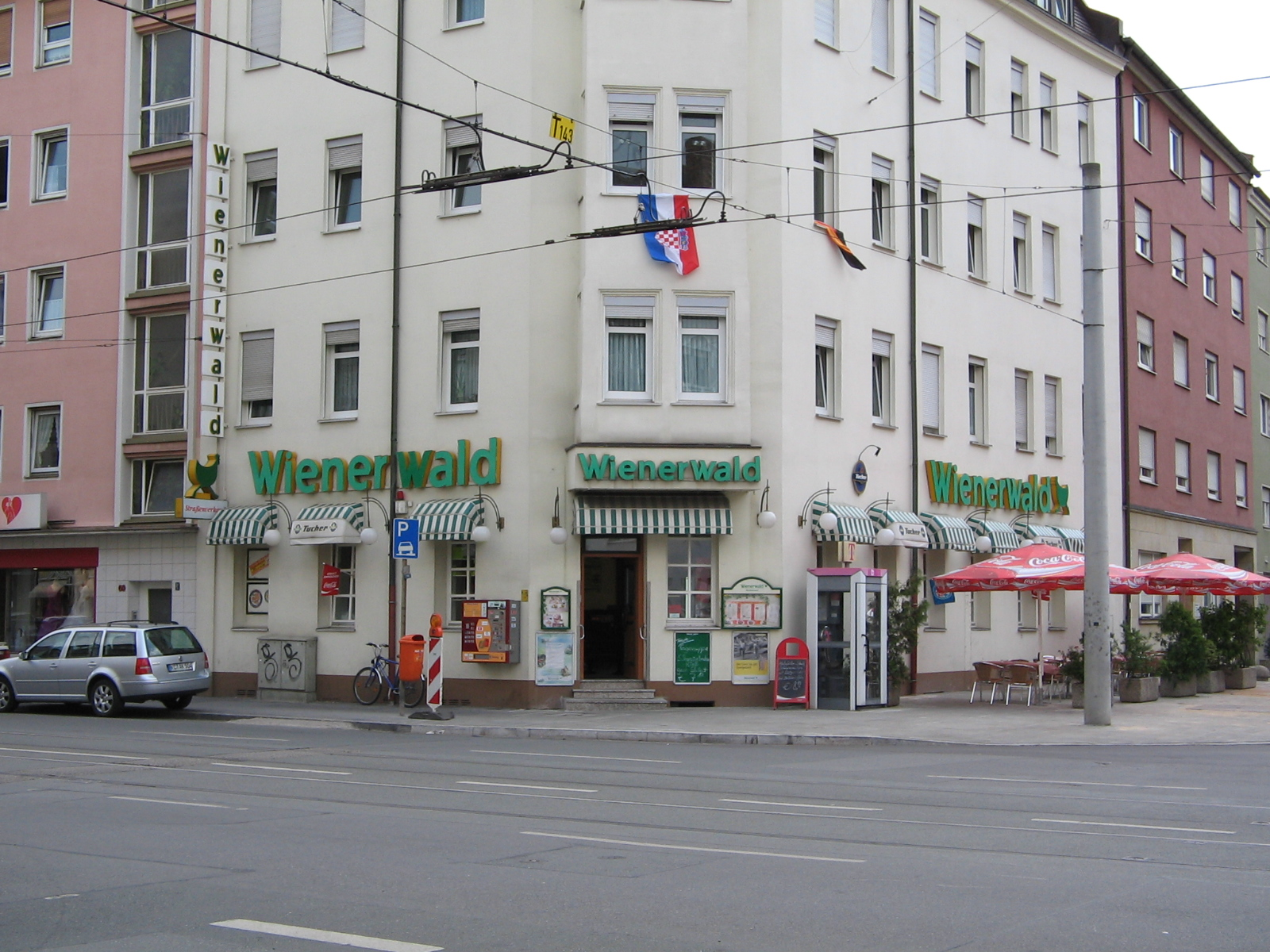
Wienerwald-Restaurant in Nürnberg, 2006

2003 musste die Wienerwald AG mit 38 Filialen und circa 50 Franchise-Restaurants auf Grund der Hühnerpest und Konjunkturkrise zum zweiten Mal Insolvenz beantragen, auch der erste Wienerwald in der Münchner Amalienstraße musste schließen. Das Verfahren konnte aber 2005 beendet werden; daraufhin verkündete Wienerwald, mit dem neuen Konzept „Wienerwald Express“ erneut expandieren und bis 2009 70 weitere Filialen eröffnen zu wollen. In Anpassung an herkömmliche Schnellrestaurants sollte nicht mehr wie in der Vergangenheit auf klassische Restaurants mit Bedienung am Platz, alpenländischem Stil und Schrammelmusik gesetzt werden, sondern eher auf Selbstbedienungsrestaurants mit Sitzecken und Expressbedienung sowie Fingerfood bzw. Fastfood anstatt bürgerlicher Küche. Der Lieferservice hendl@home lieferte Gerichte wie beim Pizzaservice nach Hause oder an den Arbeitsplatz.
2006 waren bei der Wienerwald AG in Deutschland 105 Mitarbeiter beschäftigt, davon sieben Auszubildende. Die 65 Restaurants befanden sich schwerpunktmäßig in Süddeutschland.

#### Dritte Insolvenz und Übernahme durch Jahns Töchter
Nachdem der Versuch weiterer Kapitalbeschaffung durch Auflegen einer Anleihe ohne Erfolg geblieben war, musste die Wienerwald AG am 2. April 2007 beim Amtsgericht München erneut Insolvenzantrag stellen (Nr. 1504 IN 1140/07), was zu weiteren Filialschließungen und Entlassungen führte.
Zum 1. Juni 2007 erwarben die Töchter Friedrich Jahns, Margot Steinberg und Evi Peitzner, aus der Insolvenzmasse die Markenrechte am Namen „Wienerwald“. Die neugegründete Wienerwald Franchise GmbH mit Evi Peitzners Sohn Daniel Peitzner, Betreiber mehrerer Restaurants auf Sylt, und Margot Steinbergs Schwiegersohn Michael Schrank als Geschäftsführer betreibt keine eigenen Restaurants mehr, sondern fungiert nur noch als Franchisegeber. Sie schloss zunächst für 42 bestehende Restaurants neue Franchiseverträge ab.

#### Neues Konzept
2010 stellte Wienerwald ein neues, erheblich überarbeitetes Konzept für seine Restaurants vor, mit dem man wieder stärker expandieren und zu alter Stärke zurückfinden wollte. Der Markenauftritt, das Innenraumdesign und die Speisekarte der Restaurants wurden verjüngt, als neue Vertriebswege neben dem klassischen Restaurant wurden Lieferservice und „Hendl-Wagen“ etabliert. Ein durchschlagender Erfolg mit dem neuen Konzept blieb jedoch aus. In den folgenden Jahren ging der Gesamtumsatz weiter zurück; einige Restaurants nach dem modernisierten Konzept wurden neu eröffnet (u. a. in Berlin und Frankfurt, wo man zuvor einige Jahre nicht vertreten war), andere hingegen geschlossen.
Anfang 2022 gab es noch 12 Standorte, fünf davon in München. Im Juni listete die Unternehmenswebsite noch fünf Wienerwald-Restaurants in Deutschland auf, kurze Zeit später wurden keine mehr aufgeführt. Eine Neueröffnung mit neuem Konzept und Design war für 2023 im Oberharz angekündigt, die entsprechende Webseite wurde jedoch zwischenzeitlich entfernt. Ein noch bestehendes Wienerwald-Restaurant in München erhielt Mitte 2023 einen anderen Namen; auch  mehrere andere Restaurants werden unter anderem Namen mit ähnlichem Konzept weitergeführt. In Hannover wurde noch bis Ende 2023 das letzte Restaurant unter der Marke Wienerwald in Deutschland betrieben, bevor auch hier die Rechte zur Nutzung des Namens auslaufen und das Restaurant unter anderem Namen weitergeführt wird.

#### Übernahme der Marke durch Family Brands Operations Company und erneuter Neuanfang
Die Marke „Wienerwald“ wurde durch die Family Brands Operations Company GmbH in Hildesheim übernommen. Am 1. November 2023 eröffnete der erste neue Wienerwald im Clausthal-Zellerfelder Ortsteil Torfhaus im Harz (Landkreis Goslar) in unmittelbarer Nähe zum Harzturm, der am selben Tag eröffnet wurde. Im Mai 2025 eröffnete die Filiale in Hildesheim. Der Konzern gab im Januar 2025 bekannt, künftig auch Produkte der Marke Wienerwald im Einzelhandel vertreiben zu wollen (ähnlich wie die Restaurantkette Nordsee). Darüber hinaus wurde ein Investoren- und Beirat-Team um Frank Rosin verkündet.

### Wienerwald in Österreich

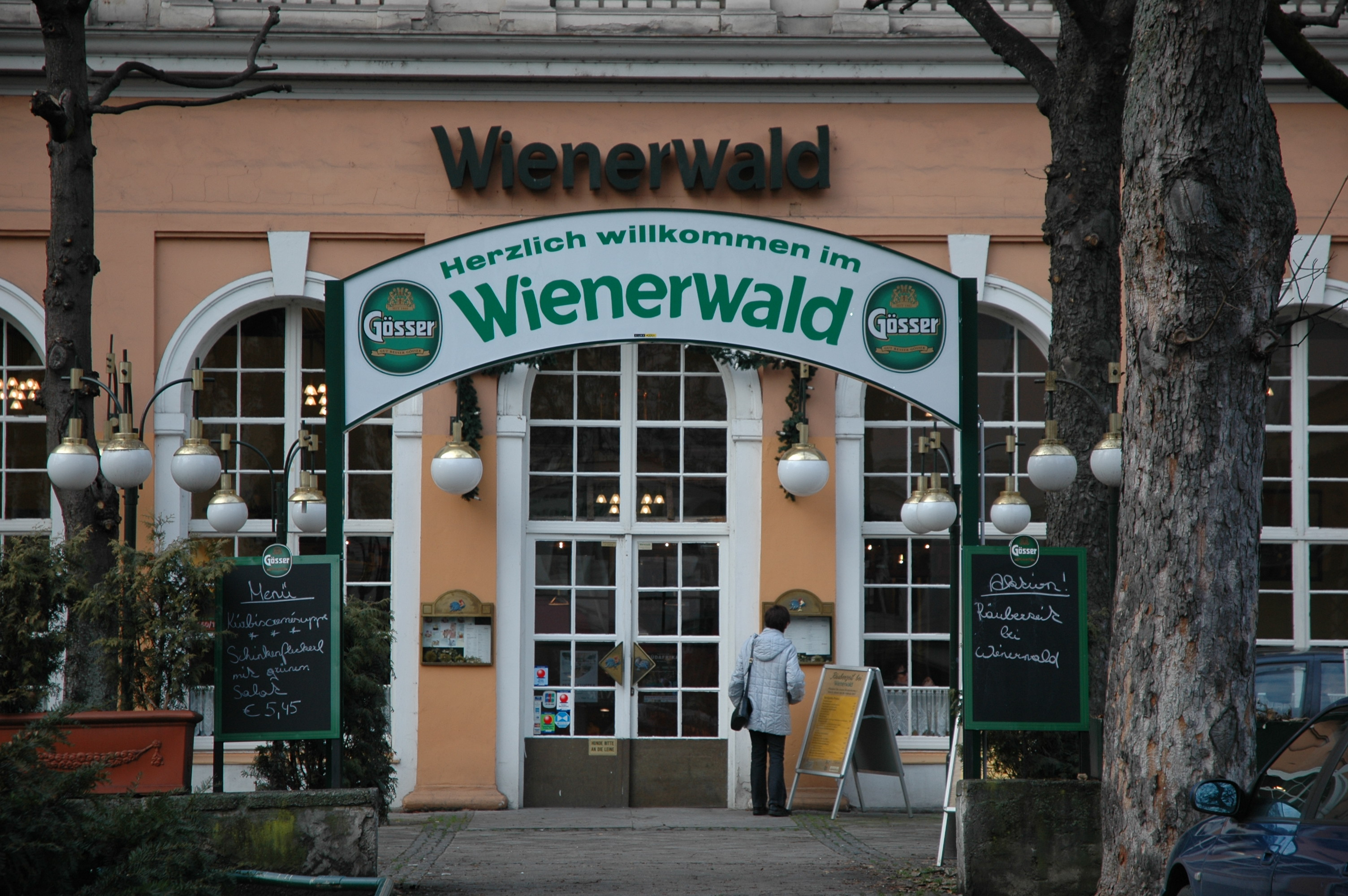
Eingang und Gastgarten einer Wienerwald-Filiale in Linz, 2007

2002 befand sich Wienerwald Österreich in Insolvenz. Das Verfahren endete damals mit einem Ausgleich.
Wienerwald Österreich wurde 2003 vom Gastronomen Christian Ziegler von der Investorengruppe Altacon gekauft und  saniert. In Österreich gab es auch Wienerwald-Hotels. Seit Januar 2006 gehörte Wienerwald dem BZÖ-Politiker Harald Fischl. Das Unternehmen sei zum Bilanzstichtag 2006 mit einer Million Euro überschuldet gewesen, bei einem Jahresumsatz von 10 Millionen Euro. 2010 wurde Wienerwald Österreich von Peter Binder übernommen, dem Inhaber der Kette Schnitzl Land.
Im Juni 2025 betrieb das Unternehmen zwei Restaurants und zwei „fast & fresh“-Lokale, die sich in Wien und Umgebung befinden.
Im August 2025 meldete Wienerwald Österreich erneut Insolvenz an.

## Wienerwald in weiteren Ländern
Im Zuge der Wiederbelebung der Marke Wienerwald wurde auch wieder stärker auf internationale Expansion gesetzt. So expandierte die Wienerwald Franchise GmbH ab 2009 in die Türkei, wo über einen türkischen Gebiets-Franchisenehmer bis 2010 mehr als 30 Restaurants eröffnet wurden. Man plante ursprünglich noch zahlreiche weitere Eröffnungen und wollte zum Marktführer in Sachen Hähnchengastronomie werden; mittlerweile sind jedoch alle Restaurants wieder geschlossen. Ein 2011 begonnenes Engagement in Rumänien mit zwei Restaurants in Bukarest scheiterte ebenfalls.
Ende 2017 war Wienerwald international noch mit drei Restaurants in Ägypten sowie je einem Restaurant in Budapest und Dubai vertreten. Mit Stand Januar 2022 waren die beiden letzteren geschlossen worden.

## Trivia
Das frühere RAF-Mitglied Silke Maier-Witt schreibt in ihrer Autobiografie, dass in den 1970er Jahren Wienerwaldlokale als konspirative Treffpunkte dienten: "Der genaue Treffpunkt wird nicht erwähnt, denn das ist immer der »Wienerwald« – den gibt es damals in jeder größeren Stadt."